# Umbonia crassicornis
Rệp gai (Danh pháp khoa học: Umbonia crassicornis) là một loài côn trùng thuộc họ Ve sầu nhảy (Membracidae). Họ này gồm khoảng 3.200 loài xuất hiện ở khắp nơi trên thế giới và những loài kỳ lạ nhất hay được tìm thấy tại khu vực Trung và Nam Mỹ. Kích cỡ và màu sắc của rệp gai rất khác nhau, nhưng thông thường, cỡ của một con rệp trưởng thành rơi vào quãng 12mm, sắc màu chủ đạo trên cơ thể chúng là xanh lá cây. Phần giáp cổ và ngực phát triển thành những chiếc gai với nhiều hình thù đặc biệt khiến chúng trở nên kỳ quái, đây là một phương pháp ngụy trang hữu hiệu.